# آلن ویتنی براون
آلن ویتنی براون (انگلیسی: A. Whitney Brown؛ زادهٔ ۸ ژوئیهٔ ۱۹۵۲) فیلم‌نامه‌نویس، و روزنامه‌نگار اهل ایالات متحده آمریکا است.
از فیلم‌ها یا برنامه‌های تلویزیونی که وی در آن نقش داشته‌است می‌توان به نمایش روزانه اشاره کرد.
وی همچنین برندهٔ جوایزی همچون جوایز امی شده‌است.